# Британский клуб спорта
«Британский клуб спорта» (БКС) — российский спортивный клуб. Был создан в 1907 году (по другим данным, в 1905 году). Один из первых шести клубов Московской футбольной лиги. Один из четырёх участников первого неофициального чемпионата Москвы (Кубка Фульда) по футболу 1909 года.
Цвета клуба: в 1909 году бордовый с голубым, позднее белая форма с британским гербом на груди.

## История

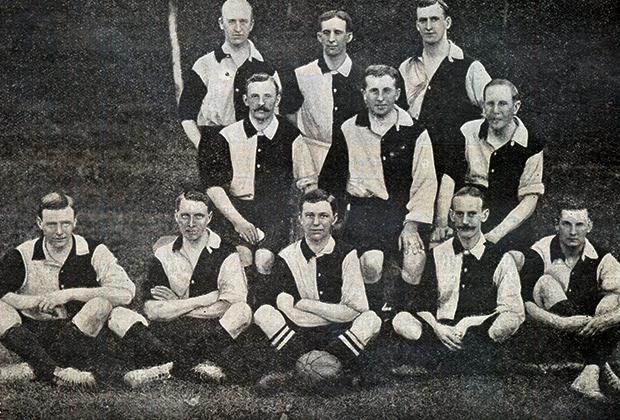
Первая футбольная команда Британского спортивного клуба

Устав клуба утверждён зимой 1910 года. Одна из крупнейших спортивных организаций Москвы в 1910-е годы, имел в составе 170 членов.
Первоначально предполагалось дать клубу название: «Английский клуб спорта», но ввиду того, что в Москве уже имелся Английский клуб, учредители клуба остановились на названии: «Британский клуб спорта». В число действительных членов названного клуба могут быть зачисляемы только англичане, великобританские подданные.
Клуб открыл свои действия с уже готовыми спортивными силами. В состав его членов вступили известные игроки в лаун-теннис братья Ф. и Г. Белль, до последнего времени не имевшие в Москве соперников, а также некоторые видные спортсмены, как Нэш, Уайтхед, Паркер, Джонс, Чарнок и др.
Клуб очень хорошо устроился на Невском стеариновом заводе в Лефортове, где имел четыре великолепных площадки для лаун-тенниса, и открыл вскоре лучшую футбольную площадку в Москве. Тогда же клубом была сорганизована футбольная команда, выступившая в матчах.
В первый же год своего существования футбольная команда клуба заняла первенствующее положение среди местных команд. В 1910 году британцы уже играли против всех московских футбольных команд и выиграли. В осеннем сезоне 1910 года хотя англичане и не играли в официальных матчах на кубок первых команд, но в частных матчах выиграли поочередно у всех московских команд.
В зимнем сезоне 1911 клуб усиленно культивировал хоккей, хотя и без особого успеха, заняв за сезон четвертое место после «Униона», «Яхт-Клуба» и СКС. У первой хоккейной команды клуба числится лишь одна победа — над командой Первого гимнастического общества «Сокол».
Британский клуб спорта находился под покровительством посла Соединённого Королевства; членами клуба числились все официальные представители Англии, находившиеся в Москве: английский консул, пастор московской англиканской церкви и др.

## Стадион
В сезоне 1909 года БКС играл на поле на Вознесенской улице, позже — на Салтыковской улице.

## Достижения
- Московская футбольная лига / Кубок КФС-Коломяги
- Чемпион (1): 1909, неофициальный турнир
- Вице-чемпион (1): 1912

## Известные игроки
- Егор Бейнс
- Гарри Ньюман
- Артур Паркер
- Эдвард Томас
- Андрей Чарнок
- Василий Чарнок
- Эдуард Чарнок[4]